# Luís Morais
Luís Morais, ismertebb nevén: Cabeção (Areado, 1930. augusztus 23. – 2020. január 6.) brazil válogatott labdarúgókapus.
A brazil válogatott tagjaként részt vett az 1954-es világbajnokságon és az 1956-os Dél-amerikai bajnokságon.

## Sikerei, díjai
Corinthians
- Torneio Rio-São Paulo (3): 1950, 1953, 1954
- Campionato Paulista (3): 1951, 1952, 1954

Portuguesa
- Torneio Rio-São Paulo (1): 1955